# Shanghai Jiading Huilong
El Shanghai Jiading Huilong es un equipo de Fútbol de China que juega en la Primera Liga China, la segunda división nacional.

## Historia
Fue fundado en el año 2009 en el distrito de Jiading en la provincia de Shanghái con el nombre Shanghai Boji hasta que en 2013 lo cambia por el de Shanghai Jiadong Boo Kong.
En 2015 juega por primera vez la Copa FA de China donde es eliminado en la primera ronda por el Qingdao Kunpeng en penales. Dos años después cambia su nombre por el de Shanghai Jiading Boji y en 2019 avanza hasta la quinta ronda de la Copa FA de China donde ya enfrentaba a equipos profesionales. Ese mismo año logra el ascenso a la Segunda Liga China por primera vez.
En enero de 2021 cambia su nombre por el de Shanghai Jiading Huilong y a pesar de haber terminado en séptimo lugar obtuvo el ascenso a la Primera Liga China luego del abandono del Chongqing Liangjiang Athletic de la Superliga de China.

## Nombres
- 2009–2012 Shanghai Boji F.C. 上海博击
- 2013–2017 Shanghai Jiading Boo King F.C. 上海嘉定博击
- 2017–2020 Shanghai Jiading Boji F.C. 上海嘉定博击
- 2021– Shanghai Jiading Huilong F.C. 上海嘉定汇龙